# Daniel Nathans
Daniel Nathans (Wilmington, Delaware, 30 d'octubre de 1928 - Baltimore, Maryland, 16 de novembre de 1999) fou un microbiòleg i professor universitari nord-americà guardonat amb el Premi Nobel de Medicina o Fisiologia l'any 1978.

## Biografia
Va estudiar química a la Universitat de Delaware, on es graduà el 1952, amplià els seus estudis a la Universitat Washington de Saint Louis, especialitzant-se en microbiologia. Posteriorment fou professor d'aquesta matèria a la Universitat Johns Hopkins.

## Recerca científica
Treballant a la Universitat Johns Hopkins col·laborà amb Hamilton O. Smith en l'aïllament d'un bacteri de l'enzim de restricció. Aquest fet els permeté investigar l'estructura de l'àcid desoxiribonucleic (ADN) del virus denominat SV40, el virus més simple conegut causant del càncer. La construcció d'un mapa genètic del virus per part de Nathans derivat d'aquestes investigacions fou la primera aplicació dels enzims de restricció en la identificació de les bases moleculars del càncer.
L'any 1978 fou guardonat amb el Premi Nobel de Medicina o Fisiologia «pels seus treballs sobre els enzims de restricció i la seva aplicació als problemes de la genètica molecular», premi compartit amb Werner Arber i Hamilton O. Smith.